# Heterogomphus julus
Heterogomphus julus är en skalbaggsart som beskrevs av Hermann Burmeister 1847. Heterogomphus julus ingår i släktet Heterogomphus och familjen Dynastidae. Inga underarter finns listade i Catalogue of Life.